# Hitoshi Sogahata
Hitoshi Sogahata (曽ヶ端 準 Sogahata Hitoshi?,  nacido el 2 de agosto de 1979 en Kashima, Ibaraki) es un exfutbolista japonés. Jugó de guardameta y su último equipo fue el Kashima Antlers de la J1 League de Japón.

## Trayectoria

### Clubes
| Club            | País  | Año         |
| --------------- | ----- | ----------- |
| Kashima Antlers | Japón | 1998 - 2021 |

### Selección nacional
| Selección | País  | Año         |
| --------- | ----- | ----------- |
| Absoluta  | Japón | 2000 - 2010 |

## Estadísticas

### Participaciones en Copas del Mundo
| Mundial                        | Sede                | Resultado        | Partidos | Goles |
| ------------------------------ | ------------------- | ---------------- | -------- | ----- |
| Copa Mundial de Fútbol de 2002 | Corea del Sur Japón | Octavos de final | 0        | 0     |

### Participaciones en Juegos Olímpicos
| Juegos Olímpicos      | Sede   | Resultado    | Partidos | Goles |
| --------------------- | ------ | ------------ | -------- | ----- |
| Juegos Olímpicos 2004 | Grecia | Primera fase | 3        | 0     |

## Palmarés

### Títulos nacionales
| Título             | Club            | País  | Año  |
| ------------------ | --------------- | ----- | ---- |
| Supercopa de Japón | Kashima Antlers | Japón | 1998 |
| J1 League          | Kashima Antlers | Japón | 1998 |
| Supercopa de Japón | Kashima Antlers | Japón | 1999 |
| Copa J. League     | Kashima Antlers | Japón | 2000 |
| J1 League          | Kashima Antlers | Japón | 2000 |
| Copa del Emperador | Kashima Antlers | Japón | 2000 |
| J1 League          | Kashima Antlers | Japón | 2001 |
| Copa J. League     | Kashima Antlers | Japón | 2002 |
| J1 League          | Kashima Antlers | Japón | 2007 |
| Copa del Emperador | Kashima Antlers | Japón | 2007 |
| J1 League          | Kashima Antlers | Japón | 2008 |
| Supercopa de Japón | Kashima Antlers | Japón | 2009 |
| J1 League          | Kashima Antlers | Japón | 2009 |
| Supercopa de Japón | Kashima Antlers | Japón | 2010 |
| Copa del Emperador | Kashima Antlers | Japón | 2010 |
| Copa J. League     | Kashima Antlers | Japón | 2011 |
| Copa J. League     | Kashima Antlers | Japón | 2012 |
| Copa J. League     | Kashima Antlers | Japón | 2015 |
| J1 League          | Kashima Antlers | Japón | 2016 |
| Copa del Emperador | Kashima Antlers | Japón | 2016 |
| Supercopa de Japón | Kashima Antlers | Japón | 2017 |

### Títulos internacionales
| Título                      | Club (*)        | Sede    | Año  |
| --------------------------- | --------------- | ------- | ---- |
| Copa de Campeones A3        | Kashima Antlers | Tokio   | 2003 |
| Copa Suruga Bank            | Kashima Antlers | Kashima | 2012 |
| Copa Suruga Bank            | Kashima Antlers | Kashima | 2013 |
| Liga de Campeones de la AFC | Kashima Antlers | Teherán | 2018 |

(*) Incluyendo la selección

### Distinciones individuales
| Distinción                                        | Año  |
| ------------------------------------------------- | ---- |
| Premio Nuevo Héroe de la Copa J. League           | 2001 |
| J. League Best XI                                 | 2002 |
| Premio individual al Juego Limpio de la J. League | 2003 |